# حوف رمسيس (عمل)

خريطة للدلتا في عهد الكور الكبرى تظهر فيها حدود الكورة

أعمال حوف رمسيس هو تقسيم جُغرافي مصري استُحدث في عصر الدولة الفاطمية على أراضي كورتي البدقون وخربتا وهما من كور الحوف الغربي في مصر، وكانت قاعدتها بلدة رمسيس. وظلت قائمة حتى ألغيت في الروك الناصري وضمت إلى أعمال البحيرة، وكانت تشمل الأجزاء الجنوبية من محافظة البحيرة اليوم.

## نواحي حوف رمسيس
عدّ ابن مماتي النواحي والقرى التي كانت تتبع أعمال حوف رمسيس في كتابه قوانين الدواوين، ويمكن تصنيفها إلى:

### نواحي لا زالت موجودة إلى اليوم
| المحافظة | المركز        | القرى |
| -------- | ------------- | --- |
| البحيرة  | أبو حمص       | بطورس · قبر عصام |
| البحيرة  | إيتاي البارود | إتييه · النقراش · برقامة · رمسيس · شبرا نونة · البهي · محلة ببيج · النبيرة · تلبانة عدي · جبارس · كيمان شراس · حوض فارس · الخمارتين · دكدوكة · دميسنا · ششت · صيفية · بو الريت · قادوس · قليشان · كنيسة مبارك |
| البحيرة  | الدلنجات      | درسا · دلنجة · طلموس · بيا الحمراء · المسين · اليهودية · شقرا · قبر المرأة · طوخ دجانة |
| البحيرة  | كوم حمادة     | أبسوم · بيبان · خربتا · دست · دميتويه · شبرا وسيم · البلخاوي · البلكوس · الحدين · الزعفراني · الصواف · الطيرية · قلاوة بني عبيد · النقيدي · بوليم · تل بقا · خنيزة · دمشليل · طملاس · سرسيقة · سلمون · شابور · سفط قليشان · علقام · مسجد غانم · كوم شريك · محلة أحمد · منية مغنين · منية يزيد · نتما · محلة بني واقد |
| البحيرة  | دمنهور        | برنوج · دقرص · الصفصافة · محلة حفص · دنشال · زهرا · منية عطية · نديبة |
| البحيرة  | حوش عيسى      | حوض القرينين · الكوم الأخضر |

### نواحي اندثرت مُحدّدة الموقع
- أبو الضروع[4] وكانت بالقرب من قرية جبارس.[5]
- البيضا[4] ومحلها اليوم «حوض قطعة امباركة» بأراضي قرية كفر بولين.[6]
- الحصن[4]  ومحلها اليوم «حوض الحصن» بأراضي قرية أبيوقا.[7]
- أم البيض[4] وذكرها أيضًا ابن الجيعان في أعمال البحيرة،[8] ومحلها اليوم ضمن أراضي قرية بيبان.[9]
- تلبانة الأبراج[10] ومحلها اليوم «حوض تلبانة» بأراضي قرية دست الأشراف.[11]
- دبست[12] وذكرها أيضًا ابن الجيعان في أعمال البحيرة باسم «دبس»،[13] ومحلها اليوم «حوض دبست» في أراضي قرية الحدين.[14]
- طاموس[15] وذكرها ابن الجيعان في أعمال البحيرة،[16] وهي اليوم جزء من مدينة دمنهور يُعرف بقسم «أبو الريش».[17]
- قبر الوايلي[18] وذكرها ابن الجيعان في أعمال البحيرة،[19] وتقع اليوم ضمن أراضي قرية كوم إشو.[20]

### نواحي اندثرت مجهولة الموقع
- البتالي[4]
- العظامي[21]
- حوض الماصلي[22]
- دماص[12]
- قبر الرومي[18]